# Olaf Pollack
Olaf Pollack (Räckelwitz, 20 de septiembre de 1973) es un deportista alemán que compitió en ciclismo en las modalidades de pista, especialista en las pruebas de persecución por equipos y madison, y ruta.
Participó en los Juegos Olímpicos de Sídney 2000, obteniendo una medalla de oro en la prueba de persecución por equipos (junto con Guido Fulst, Robert Bartko, Daniel Becke y Jens Lehmann).
Ganó cuatro medallas en el Campeonato Mundial de Ciclismo en Pista entre los años 1994 y 2008, y una medalla de oro en el Campeonato Europeo de Ómnium de 1998.

## Biografía
Excelente velocista, Olaf Pollack comenzó su carrera en 2000 en el equipo pAGRO. A continuación, formó parte del equipo Gerolsteiner entre 2000 y 2004. En esa época se consagró como velocista, en la Vuelta a Alemania de 2003 ganó una etapa por delante de su compatriota Erik Zabel y el australiano Stuart O'Grady, y quedó segundo en varias ocasiones en el Giro de Italia 2004, detrás del italiano Alessandro Petacchi. 
En 2005 se unió al equipo T-Mobile. En 2006, consiguió dos etapas en el Tour de California, y consiguió así el primer éxito del año para el T-Mobile. Destacó especialmente en los esprints de la Vuelta a la Baja Sajonia y luego hizo un buen Giro de Italia, acumulando varios segundos puestos de etapas. En el 2007 se une equipo Wiesenhof. Este equipo desaparece al final de la temporada y Pollack se incorpora en 2008 a la formación austríaca Volksbank. 
En julio del 2009, dio positivo de forma inesperada y pidió la realización de un contra-análisis.

## Medallero internacional
| Juegos Olímpicos   | Juegos Olímpicos         | Juegos Olímpicos  | Juegos Olímpicos        |
| Año                | Lugar                    | Medalla           | Competición             |
| ------------------ | ------------------------ | ----------------- | ----------------------- |
| 2000               | Sídney (Australia)       | Medalla de oro    | Persecución por equipos |
| Campeonato Mundial |                          |                   |                         |
| Año                | Lugar                    | Medalla           | Competición             |
| 1994               | Palermo (Italia)         | Medalla de oro    | Persecución por equipos |
| 1999               | Berlín (Alemania)        | Medalla de oro    | Persecución por equipos |
| 1999               | Berlín (Alemania)        | Medalla de bronce | Madison                 |
| 2008               | Mánchester (Reino Unido) | Medalla de plata  | Madison                 |
| Campeonato Europeo |                          |                   |                         |
| Año                | Lugar                    | Medalla           | Competición             |
| 1998               | Stettin (Polonia)        | Medalla de oro    | Ómnium                  |

1. 1 2 3  Compitió en la ronda de clasificación.
2. ↑  Campeonato Europeo realizado sólo para la disciplina de ómnium.

## Palmarés
| 1997 - 1 etapa de la Vuelta a la Baja Sajonia 1998 - 2 etapas del Tour de Olympia - 2 etapas de las Tour de Eslovenia 1999 - 1 etapa de la Vuelta a la Baja Sajonia - 1 etapa de la Carrera de la Paz - 1 etapa de la Vuelta a Chile - 2.º en el Campeonato de Alemania Contrarreloj 2000 - 2 etapas del Rapport-Toer - 2 etapas de la Vuelta a la Baja Sajonia - 1 etapa del Tour de Tasmania 2001 - Vuelta a Nuremberg 2002 - Groningen-Münster - 2 etapas de la Vuelta a la Baja Sajonia - 3 etapas de la Carrera de la Paz - 1 etapa de la Vuelta a Dinamarca - 1 etapa del Tour de Hesse | 2003 - 1 etapa de la Vuelta a la Baja Sajonia - 1 etapa de la Vuelta a Alemania 2004 - 1 etapa del Sachsen-Tour 2006 - 2 etapas del Tour de California 2007 - 1 etapa del Critérium Internacional 2008 - 1 etapa de la Vuelta a Baviera |

## Resultados en Grandes Vueltas y Campeonatos del Mundo
| Carrera         | Carrera         | 1997 | 1998 | 1999 | 2000 | 2001 | 2002  | 2003 | 2004  | 2005 | 2006  | 2007 | 2008 |
| --------------- | --------------- | ---- | ---- | ---- | ---- | ---- | ----- | ---- | ----- | ---- | ----- | ---- | ---- |
|                 | Giro de Italia  | —    | —    | —    | —    | —    | —     | —    | 112.º | Ab.  | 132.º | —    | —    |
|                 | Tour de Francia | —    | —    | —    | —    | —    | —     | Ab.  | —     | —    | —     | —    | —    |
|                 | Vuelta a España | —    | —    | —    | —    | —    | —     | —    | —     | —    | —     | —    | —    |
| Mundial en Ruta | Mundial en Ruta | —    | —    | —    | —    | —    | 145.º | —    | —     | —    | —     | —    | —    |

—: no participa

Ab.: abandono